# Jean-Conrad Hottinguer
Pour les articles homonymes, voir Hottinguer.
Jean-Conrad, baron Hottinguer est un banquier né à Zurich le 15 février 1764 et décédé au château du Piple à Boissy-Saint-Léger le 12 septembre 1841. Il est le fondateur de la Banque Hottinguer à Paris en 1786 et devient baron de l'Empire en 1810.

## Biographie

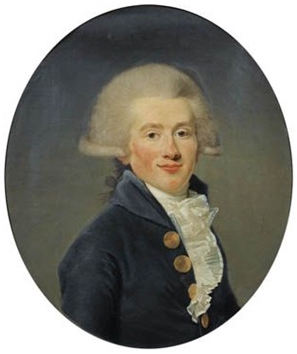
Portrait de Jean Conrad Hottinguer, circa 1790 (source : famille Hottinguer).

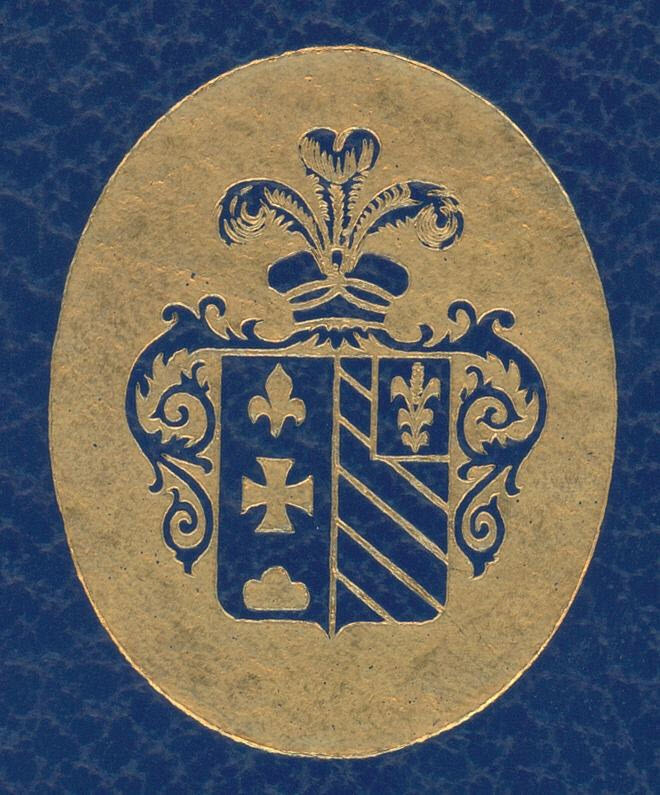
Armes du baron Hottinguer.

Fils de Johann Rudolf Hottinger, négociant à Zurich, et de d'Anna Barbara Stockar.
En 1783, le jeune Hans-Konrad rejoint son oncle Johann-Heinrich Hottinger à Genève où celui-ci le fait entrer comme commis à la maison financière Passavent, de Candolle et Cie, ce qui lui permet de se former au métier de la banque. En 1784, il s'installe à Paris où il intègre Le Couteulx et Cie, maison dirigée par celui qui sera l'un des fondateurs de la Banque de France, Jean-Barthélémy Le Couteulx de Canteleu. En 1786, des banquiers zurichois lui proposent de devenir le correspondant de leurs banques, ce que Hans-Konrad accepte. Il quitte donc Le Couteulx la même année pour créer avec Denis de Rougemont de Löwenberg la banque Rougemont, Hottinger et Cie dont le siège se trouve rue Croix-des-Petits-Champs. Hottinger apparaît alors comme banquier dans l'Almanach Royal de France puis les deux associés se séparent en 1790.
En 1793, Hans-Konrad est dénoncé pour « menées royalistes » et s’enfuit clandestinement à Zurich d'où il rejoint l’Angleterre. Le 24 août de la même année, il épouse à Londres Martha Eliza Redwood, née à Newport (États-Unis) et fille d’un planteur américain d’origine anglaise. En 1794, le jeune couple part faire du négoce aux États-Unis. Hans-Konrad y entretient de bons rapports avec un groupe d’émigrés dont fait partie Talleyrand.
Hans-Konrad revient à Londres en janvier 1796, puis arrive à Hambourg en mars et en France en septembre 1796. Sa femme et ses enfants restent alors en Angleterre. Il francise son nom et devient Jean-Conrad Hottinguer. La banque Hottinguer et Cie est reconstituée au même moment. Hottinguer se prononce Hottingre en français.
En 1798, Jean-Conrad fait revenir sa famille à Paris, au 3 rue de Provence. Il s'associe avec le financier Ignace-Joseph Vanlerberghe.
En 1803, il est nommé au conseil de régence de la Banque de France (Xe fauteuil) de 1803 à 1833.
Il préside la Chambre de commerce de Paris de 1811 à 1813.
En 1810, il est fait baron de l'Empire par lettres parentes du 16 septembre. Il est également nommé chevalier de la Légion d'honneur et, en 1814, il est nommé colonel de la Garde nationale pour la XIIIe Légion avant d'être élu député de la Seine en 1815.
En 1819, il achète le château du Piple à Charles-Louis Schulmeister. Ce château est situé à Boissy-Saint-Léger (Val-de-Marne). Veuf depuis 1830, Jean-Conrad y meurt le 12 septembre 1841. Il repose au cimetière du Père-Lachaise à Paris.

## Famille
De son épouse Martha Eliza Redwood, il à huit enfants.
- Anne, (22/5/1794 à Londres - 6/4/1887 à Paris), épouse de Farquhart Jameson, un associé de son père.
- Suzanne, (1796 - morte jeune).
- Adèle, (1799 à Paris - 8/9/1847 à Paris), épouse Alexandre Christian Becker, négociant.
- Aglaé-Henriette, (1801 - 1818);
- Jean-Henri Hottinguer, (25/1/1803 à Paris - 1/3/1866 à Paris), banquier;
- Mathilde, (1805 - morte jeune).
- Philippe Hottinguer, (26/12/1806 - 13/1/1879), banquier.
- Mélanie, (11/10/1810 à Paris - 5/3/1864), épouse de Ernest Bourlon de Sarty, Préfet de la Marne de 1838 à 1848.

## Source
- Max Gérard, Messieurs Hottinguer, banquiers à Paris, 1968
- « Jean-Conrad Hottinguer », dans Adolphe Robert et Gaston Cougny, Dictionnaire des parlementaires français, Edgar Bourloton, 1889-1891 [détail de l’édition]